# Földiteknősfélék

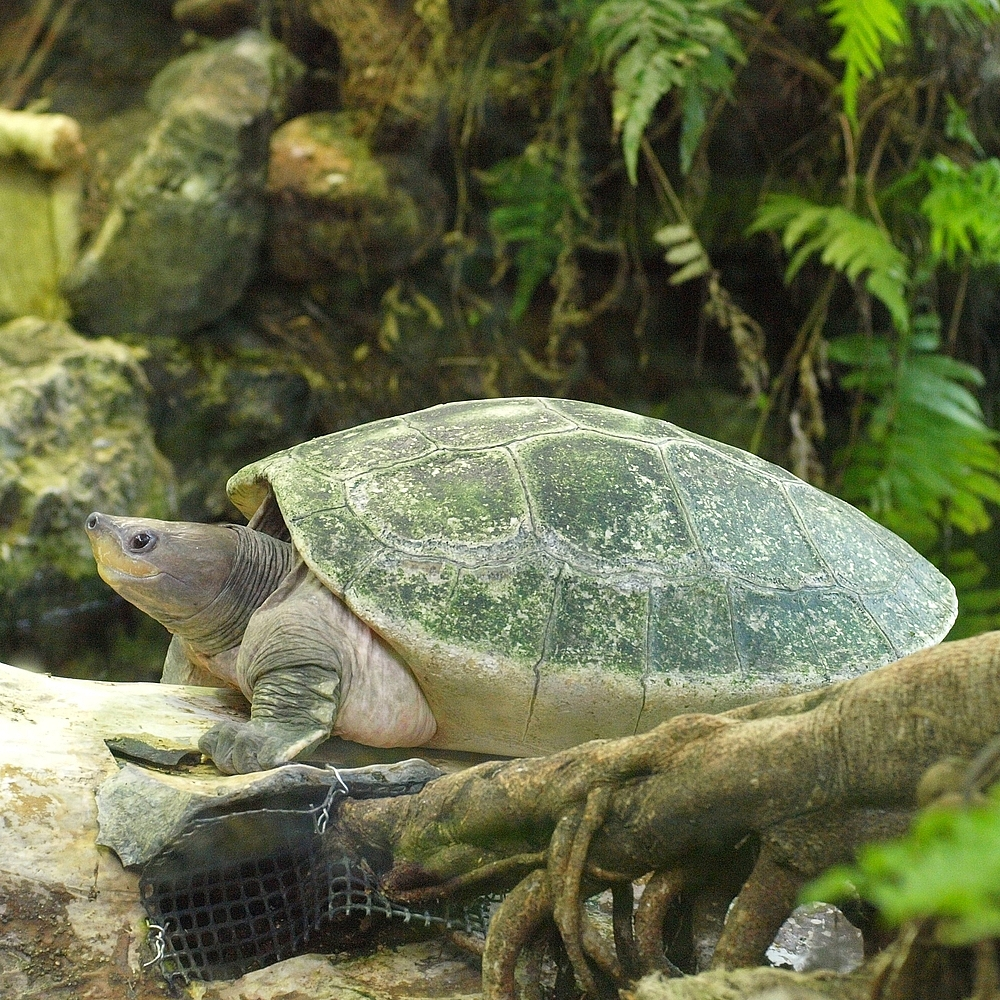
Callagur teknős (Callagur borneoensis)

A földiteknősfélék (Geoemydidae) a hüllők (Reptilia) osztályába és a teknősök (Testudines) rendjébe tartozó család

## Rendszerezés
A családba az alábbi 2 alcsalád, 22 nem és 59 faj tartozik tartozik

### Batagurinae
A Batagurinae alcsaládba 11 nem és 19 faj tartozik, egyes rendszerek önálló családként sorolják be Bataguridae néven
- Batagur (Gray, 1856) – 1 faj
  - Batagur-teknős (Batagur baska)

- Callagur (Gray, 1870) – 1 faj
  - Callagur-teknős (Callagur borneoensis)

- Chinemys (Smith, 1931) – 2 faj
  - nagy háromélűteknős (Chinemys nigricans)
  - kínai háromélűteknős (Chinemys reevesi)

- Geoclemys (Gray, 1856) – 1 faj
  - Hamilton-teknős (Geoclemys hamiltoni)

- Hardella (Gray, 1870) – 1 faj
  - diadémteknős (Hardella thurji)

- Kachuga (Gray, 1856) – 7 faj
  - dhongoka fedélteknős (Kachuga dhongoka)
  - bengáli fedélteknős (Kachuga kachuga)
  - Smith-fedélteknős (Kachuga smithi)
  - assami fedélteknős (Kachuga sylhetensis)
  - indiai fedélteknős (Kachuga tecta)
  - közönséges fedélteknős (Kachuga tentoria)
  - burmai fedélteknős (Kachuga trivittata)

- Malayemys (Lindholm, 1931) – 1 faj
  - maláj csigaevőteknős (Malayemys subtrijuga)

- Morenia (Gray, 1870) – 2 faj
  - burmai gyűrűsteknős (Morenia ocellata)
  - Peters-gyűrűsteknős (Moreina petersi)

- Ocadia (Gray, 1870) – 1 faj
  - kínai csíkosteknős (Ocadia sinensis)

- Orlitia (Gray, 1873) – 1 faj
  - borneói folyamteknős (Orlitia borneensis)

- Pyxidea (Gray, 1863) – 1 faj
  - indiai skatulyateknős (Pyxidea mouhoti)

### Geoemydinae

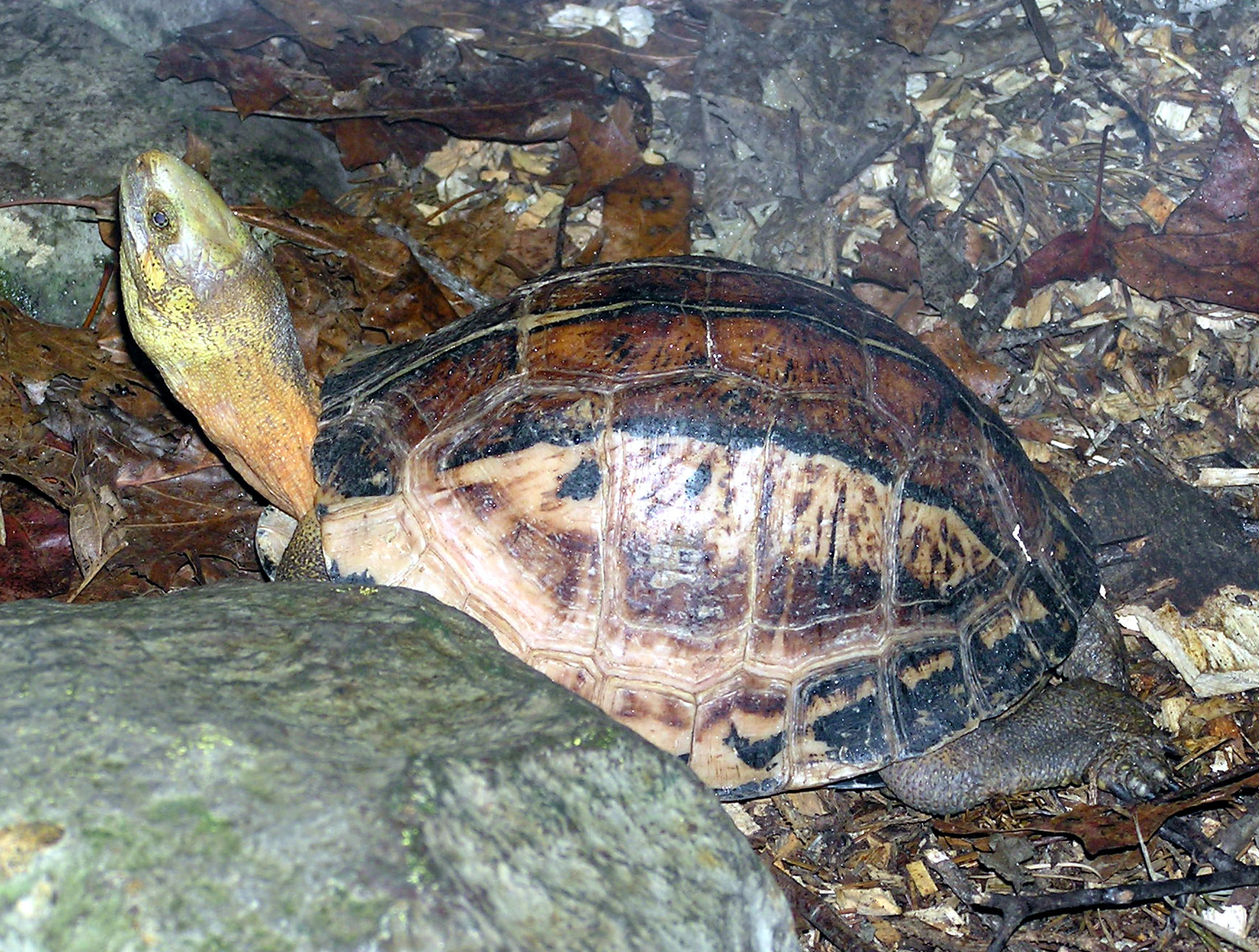
Vietnámi szelenceteknős (Cuora galbinifrons)

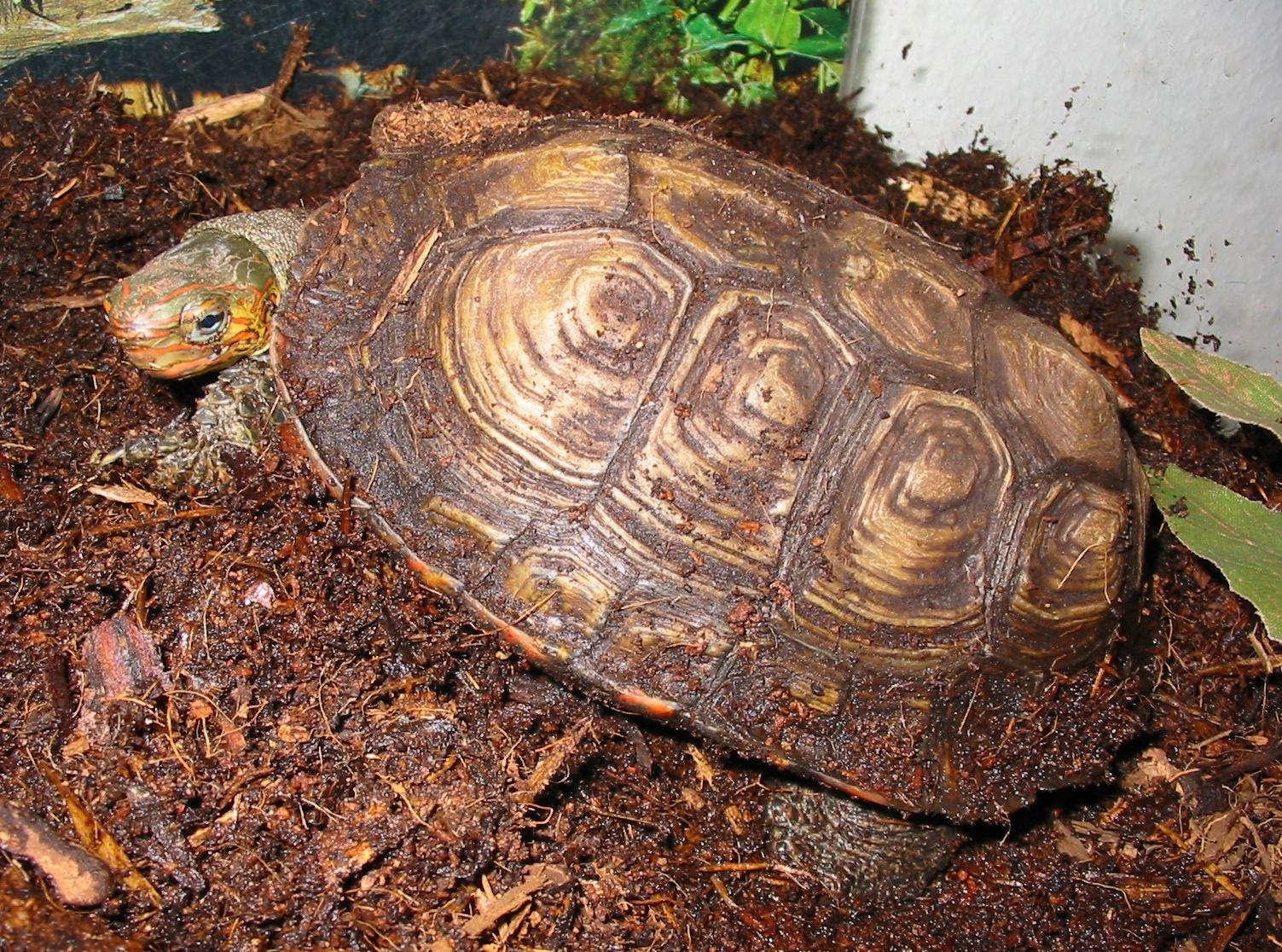
Díszes földiteknős
(Rhinoclemmys pulcherrima)

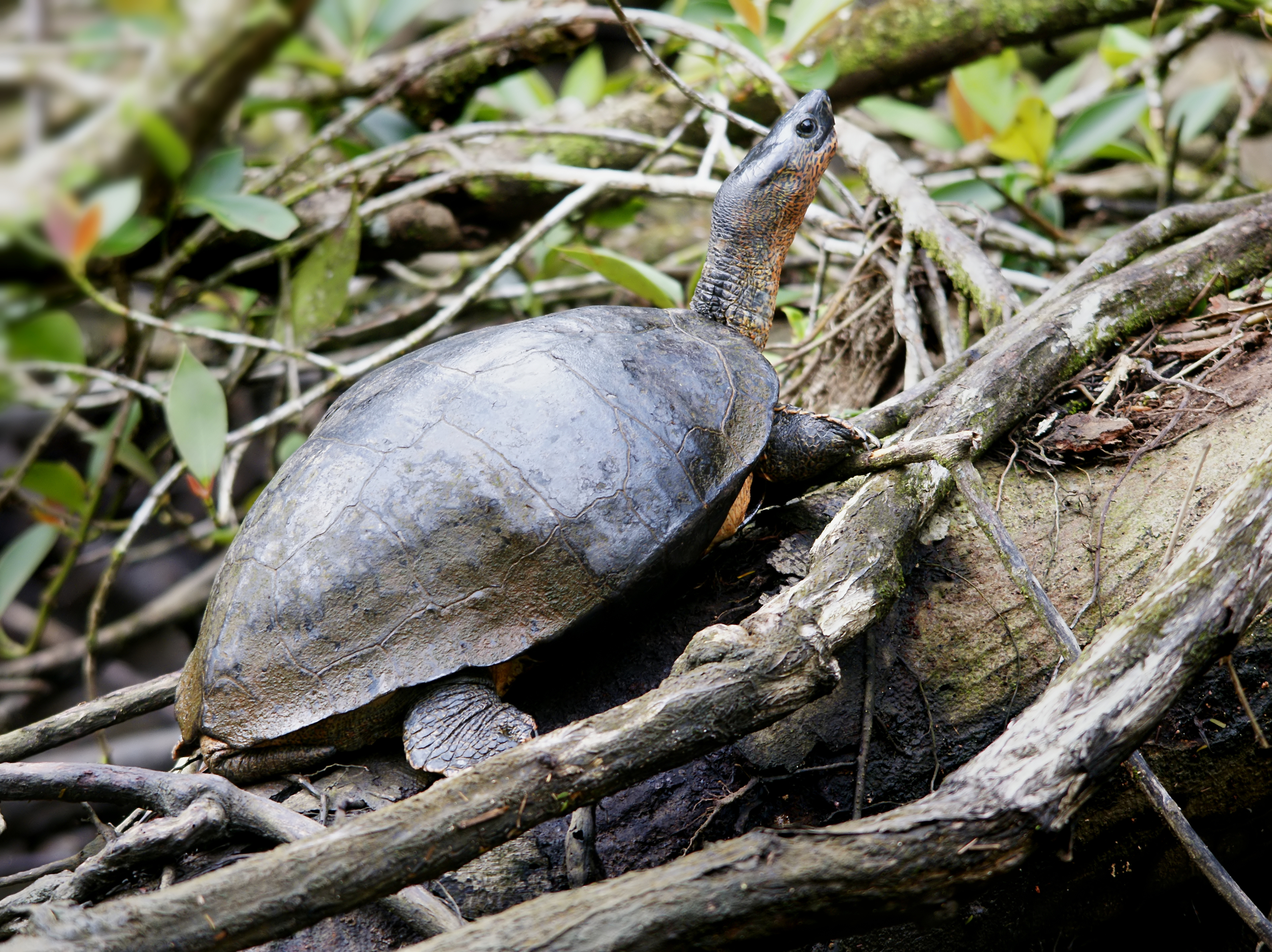
Fekete földiteknős (Rhinoclemmys funerea)

A Geoemydinae alcsaládba 11 nem és 40 faj tartozik
- Cuora (Gray, 1856) – 9 faj
  - amboni szelenceteknős (Cuora amboinensis)
  - sárgafejű szelenceteknős (Cuora aurocapitata)
  - sárgaszegélyű szelenceteknős (Cuora flavomarginata)
  - vietnámi szelenceteknős (Cuora galbinifrons)
  - McCord-szelenceteknős (Cuora mccordi)
  - Pan-szelenceteknős (Cuora pani)
  - csíkos szelenceteknős (Cuora trifasciata)
  - jünnani szelenceteknős (Cuora yunnanensis)
  - Csou-szelenceteknős (Cuora zhoui)

- Cyclemys (Bell, 1834) – 2 faj
  - maláj tüskésteknős (Cyclemys dentata)
  - csíkosnyakú tüskésteknős (Cyclemys tcheponensis)

- Geoemyda (Gray, 1834) – 3 faj
  - japán földiteknős (Geoemyda japonica)
  - sárga földiteknős (Geoemyda silvatica)
  - cakkos földiteknős (Geoemyda spengleri)

- Heosemys (Stejneger, 1902) – 4 faj
  - templomteknős (Heosemys annandalii)
  - lapos partiteknős (Heosemys depressa)
  - óriás partiteknős (Heosemys grandis)
  - tüskés partiteknős (Heosemys spinosa)

- Leucocephalon (McCord, Iverson, Spinks & Shaffer, 2000) – 1 faj
  - celebeszi földiteknős (Leucocephalon yuwonoi)

- Mauremys (Gray, 1869) – 5 faj
  - annami víziteknős (Mauremys annamensis)
  - kaszpi víziteknős (Mauremys caspica)
  - japán víziteknős (Mauremys japonica)
  - spanyol víziteknős (Mauremys leprosa)
  - indokínai víziteknős (Mauremys mutica)

- Melanochelys (Gray, 1869) – 2 faj
  - bordás koromteknős (Melanochelys tricarinata)
  - indiai koromteknős (Melanochelys trijuga)

- Notochelys (Gray, 1863) – 1 faj
  - maláj laposteknős (Notochelys platynota)

- Rhinoclemmys (Fitzinger, 1835) – 9 faj
  - barna földiteknős (Rhinoclemmys annulata)
  - barázdált földiteknős (Rhinoclemmys areolata)
  - venezuelai földiteknős (Rhinoclemmys diademata)
  - fekete földiteknős (Rhinoclemmys funerea)
  - kolumbiai földiteknős (Rhinoclemmys melanosterna)
  - ecuadori földiteknős (Rhinoclemmys nasuta)
  - díszes földiteknős (Rhinoclemmys pulcherrima)
  - guyanai földiteknős (Rhinoclemmys punctularia)
  - mexikói földiteknős vagy pettyeshátú földiteknős (Rhinoclemmys rubida)

- Sacalia (Gray, 1870) – 2 faj
  - kínai szemesteknős (Sacalia bealei)
  - díszes szemesteknős (Sacalia quadriocellata)

- Siebenrockiella (Lindholm, 1929) – 2 faj
  - fekete szélesfejűteknős (Siebenrockiella crassicollis)
  - leytei szélesfejűteknős (Siebenrockiella leytensis)